# Paulo Baptista
Paulo Baptista é um trompetista brasileiro e membro da Banda Savana e da SoudScape Big-Band Jazz, com as quais gravou todos os CDs em ambas as bandas. 
Formou-se no Conservatório Dramático e Musical Dr. Carlos de Campos de Tatuí, fez bacharelado em trompete na Faculdade de Artes Alcântara Machado em São Paulo, e cursou o mestrado em musicologia na Universidade de São Paulo (USP).
Estudou arranjo com Cláudio Leal Ferreira e improvisação com Ricardo Breim. Foi professor de trompete do Conservatório de Tatuí durante 10 anos. Desde 1999 é professor da Escola de Música do Estado de São Paulo Tom Jobim (EMESP).